# Максидром
«Максидром» — ежегодный международный музыкальный фестиваль, организованный радио «Максимум». Проводился с 1995 по 2016 годы. Начинался как фестиваль русского рока, но уже со второго «Максидрома» на фестивале выступали как российские, так и зарубежные рок-исполнители.

## История
Фестиваль происходит от серии вечеринок российских рок-групп, организованных радио «Максимум» осенью 1994 года в московских клубах. Слово «Максидром» придумал программный директор радио «Максимум» Михаил Козырев. Идею использовать название «Максидром» для фестиваля рок-музыки и организовать его предложил Михаилу Козыреву в декабре 1994 г. Владимир Месхи, генеральный продюсер компании «Rise Music».
Первый «Максидром» состоялся 13 мая 1995 года в СК «Олимпийский». По задумке продюсеров в Москве должен был появиться свой «русский Вудсток» — грандиозный «живой» фестиваль рок-музыки. Идея нашла поддержку Радио Maximum и с тех пор началась история одного из самых известных в России рок-марафона под названием «Максидром».
С 1995 по 2006 годы к фестивалям выпускались сборники с композициями участников.
25 мая 2007 года фестиваль впервые прошёл за пределами столицы, в Санкт-Петербурге, под названием «Максидром — северная версия».
В 1996, 2009, 2010, 2014, 2015 и 2017 годах, вероятно, при финансовых обстоятельствах Максидром не проводился.
В 2012 году хэдлайнерами фестиваля стали Linkin Park (10 июня) и The Cure (11 июня).

## Maxidrom 1995
- Дата проведения: 13 мая 1995 года.
- Место проведения: СК «Олимпийский».
- Участники[a]: Ва-БанкЪ, СерьГа, Чиж & Co, Апрельский марш, Чайф, Моральный кодекс, Браво, Гарик Сукачёв и Неприкасаемые, Агата Кристи, Странные игры, 2ва Самолёта, Мегаполис, Ногу свело!, Crossroads.

Первый фестиваль. Организаторы с самого начала столкнулись с неурядицами: накануне выступления группу «Браво» покинул фронтмен Валерий Сюткин, а заявленные хэдлайнерами «Наутилус Помпилиус» и вовсе отказались от участия, в результате чего открывать фестиваль было поручено группе «Ва-Банкъ». Тем не менее, по отзывам участников и зрителей, первый «Максидром» прошёл с большим успехом.

## Maxidrom 1997
- Дата проведения: 24 мая 1997 года.
- Место проведения: Москва, СК «Олимпийский».
- Участники: Crossroads, Green Grey, Tequilajazzz, Агата Кристи, Алиса, Браво, Ва-БанкЪ, Гелиос, Иван Кайф, Линда, Манго-Манго, Мегаполис, Мечтать, Моральный кодекс, Неприкасаемые, Ногу свело!, Свинцовый туман, СерьГа, Сплин, Чайф, Чиж & Co.

Второй фестиваль. Начиная с 1997 года, на «Максидром» приезжают музыканты из стран ближнего зарубежья. Первопроходцем становится украинская группа Green Grey. Очевидцы признали их выступление одним из лучших на фестивале, наряду с тогда ещё молодой санкт-петербургской группой «Сплин». Тепло приняты публикой также были выступления «Алисы», «Агаты Кристи» и «Неприкасаемых».

## Maxidrom 1998
- Дата проведения: 23 мая 1998 года.
- Место проведения: Москва, СК «Олимпийский».
- Участники: Гарик Сукачёв и Неприкасаемые, Ляпис Трубецкой, Бекхан, Вопли Видоплясова, Тараканы!, Tequilajazzz, Ego, Браво, Ногу свело!, Ва-БанкЪ, Сплин, Маша и Медведи, Мумий Тролль, Агата Кристи, Чайф, Алиса.

Третий фестиваль. Специально для фестиваля организаторы построили вращающуюся сцену, позволяющую свести к минимуму паузы между выступления музыкантов и превратить мероприятие в непрерывный шестичасовой марафон. Главным событием третьего «Максидрома» стали выступления суперпопулярных молодых групп «Сплин» и «Мумий Тролль».

## Maxidrom 1999
- Дата проведения: 23 мая 1999 года.
- Место проведения: Москва, СК «Олимпийский».
- Участники: Алиса, Бекхан, IFK, Пилот, Tequilajazzz, Чайф, Аквариум, Место встречи, Океан Ельзи, Амега, Танцы Минус, Крематорий, Ногу свело!, Биплан, Земфира, Маша и Медведи, Сплин, Вопли Видоплясова, Агата Кристи, Машина времени.

Четвёртый фестиваль. Ключевыми особенностями четвёртого «Максидрома» были анонсированы расширение количества участников (до 19 коллективов) и участие таких ветеранов советского рока, как «Аквариум» и «Машина времени». Но не менее важным событием стало внеплановое выступление молодой исполнительницы Земфиры, карьера которой за последний год совершила головокружительный рост. Земфира в этот день впервые вышла на сцену «Олимпийского», выступив а капелла.

## Maxidrom 2000
- Дата проведения: 20 мая 2000 года.
- Место проведения: Москва, СК «Олимпийский».
- Участники: Мумий Тролль, Моральный Кодекс, Би-2, Воскресение, Танцы Минус, Zdob Si Zdub, Ногу свело!, Найк Борзов, Чайф, Вопли Видоплясова, Сплин, Чичерина, Крематорий, Океан Ельзи, Земфира.

Пятый фестиваль. Хэдлайнерами последнего в уходящем веке «Максидрома» стали Земфира, заменившая распавшуюся прямо перед фестивалем группу «Маша и Медведи», и «Мумий Тролль», выступивший с оркестром "Глобалис". Многие участники во время выступлений использовали элементы перфоманса, что было положительно встречено публикой. Однако в музыкальной прессе стали появляться и первые замечания, связанные с узостью круга артистов.

## Maxidrom 2001
- Дата проведения: 19 мая 2001 года.
- Место проведения: Москва, СК «Олимпийский».
- Участники: Вячеслав Бутусов и Deadушки, СерьГа, Алиса, Смысловые Галлюцинации, Zdob Si Zdub, Агата Кристи, Найк Борзов, Total, Танцы Минус, Океан Ельзи, Ночные Снайперы, Конец Фильма, Сплин, Би-2, Чайф, Жанна Агузарова.

Шестой фестиваль. Главным сюрпризом первого в XXI веке «Максидрома» стало выступление Жанны Агузаровой, состоявшееся уже после официального закрытия фестиваля. Другой неожиданностью оказалось «индустриальное» оформление сцены, стилизованное под автомобильную свалку. В списке участников на этот раз не оказалось «Мумий Тролля» и Земфиры, зато новички шестого «Максидрома» — «Ночные снайперы», «Смысловые галлюцинации» и «Конец фильма» вскоре станут одними из главных лиц «нашерадийного» русского рока начала 2000-х. «Агата Кристи», представляющая «старую гвардию», посвятила своё выступление памяти клавишника Александра Козлова.

## Maxidrom 2002
- Дата проведения: 19 мая 2002 года.
- Место проведения: Москва, СК «Олимпийский».
- Участники: Total, Brainstorm, Ночные Снайперы, Смысловые галлюцинации, Мультfильмы, 7Б, Земфира, Сансара, Океан Ельзи, Сегодня ночью, Butch, Вопли Видоплясова, Найк Борзов, Мумий Тролль.

Седьмой фестиваль. Организаторы изменили концепцию «Максидрома», благодаря чему программа была составлена в основном из выступлений молодых команд. Журналистами были отмечены сеты групп Butch и «Сегодня ночью», для которых «Максидром» стал одним из первых выступлений на крупных площадках. После прошлогоднего перерыва хэдлайнерами фестиваля вновь стали Земфира и «Мумий Тролль». Сюрпризом фестиваля стала виртуальная Масяня в роли ведущего, руководившая выступлением с огромных видеомониторов.

## Maxidrom 2003
- Дата проведения: 17 мая 2003 года.
- Место проведения: Москва, СК «Олимпийский».
- Участники: СерьГа, 7Б, Apocalyptica, Моральный Кодекс, Chumbawamba, Токіо, Спирали, Би-2, Найк Борзов, Каста, Ночные Снайперы, Дельфин, Сплин, HIM.

Восьмой фестиваль. Как и в прошлом году, был задействован виртуальный ведущий — на сей раз Сергей Шнуров. «Максидром» вышел на по-настоящему международный уровень: впервые на фестиваль были приглашены актуальные участники из дальнего зарубежья. Однако не все выступления, даже зарубежных команд, показались очевидцам удачными.

## Maxidrom 2004
- Дата проведения: 19 июня 2004 года.
- Место проведения: Москва, СК «Олимпийский».
- Участники: Танцы Минус, Ночные Снайперы, Hooverphonic, Би-2, Brainstorm, Мумий Тролль, Земфира, Reamonn, Сплин, Дельфин, Placebo.

Девятый фестиваль. «Максидром-2004» был похож на прошлогодний, но вызвал больше нареканий. Обозреватель сайта Звуки.ру отметил, что выступающие группы делали акцент на давнишние, хорошо знакомые слушателю хиты вещи в ущерб новому материалу. По мнению журналиста «Российской газеты», ставшие постоянными гостями фестиваля «Мумий Тролль» и Земфира по уровню звучания значительно превосходят других участников. Очевидцы также отмечали невысокий уровень организации мероприятия. Тем не менее, выступление британских гостей Placebo прошло с большим успехом. Другой удачей фестиваля стала премьера песни Земфиры «Небомореоблака». В то же время бельгийцы Hooverphonics, чьё выступление было анонсировано как ещё один ключевой момент, были встречены весьма прохладно.

## Maxidrom 2005
- Дата проведения: 21 мая 2005 года.
- Место проведения: Москва, СК «Олимпийский».
- Участники: Franz Ferdinand, The Servant, Thirteen Senses, Братья Грим, Земфира, Мумий Тролль, Океан Ельзи, Олег Чубыкин[13].

Десятый фестиваль. Музыкальный обозреватель Борис Барабанов написал приглашение на фестиваль, в котором назвал участие сразу трёх актуальных британских групп в десятом «Максидроме» «фестивалем внутри фестиваля» и заявил, что «над „Олимпийским“ впору поднимать британский флаг». Хэдлайнерами стали британцы Franz Ferdinand — одни из лидеров мировой рок-сцены того времени. В фестивале также должны были принять участие Limp Bizkit, однако в процессе подготовки название исчезло с афиш.

## Maxidrom 2006
- Дата проведения: 10 июня 2006 года.
- Место проведения: Москва, СК «Олимпийский».
- Участники: Fool’s Garden, Танцы Минус, Пит Мюррей[англ.], Би-2, Brainstorm, Дельфин, IAMX, Океан Ельзи, The Cardigans.

Одиннадцатый фестиваль. Несмотря на менее «звёздный» состав, нежели на «Максидроме-2005», публика воспринимала участников в целом тепло. Впрочем, впервые представленная на фестивале «электронная» программа, состоящая из ремиксов Александра Нуждина и выступления британского проекта IAMX, вызвала неодобрение части любителей рок-музыки. Ещё одной отличительной чертой стал богатый конферанс ди-джеев «Радио Максимум»: ведущими фестиваля были Бачинский и Стиллавин, Маргарита Митрофанова, Светлана Зейналова и др. Хэдлайнерами «Максидрома-2006» стали шведы Cardigans.

## Maxidrom 2007
- Дата проведения: 25 мая 2007 года.
- Место проведения: Санкт-Петербург, Ледовый дворец.
- Участники: Евгений Гришковец и Бигуди, ГДР, Esthetic Education, Дельфин, Placebo.

Двенадцатый фестиваль. В 2007 году изменился город проведения — с Москвы на Санкт-Петербург. Количество участников резко сократилось. По словам Бориса Барабанова, фестиваль «был концертом именитого западного хедлайнера, которому были подчинены все ресурсы и вся логистика мероприятия» Тем не менее, он и другие обозреватели признали уровень организации мероприятия высоким.

## Maxidrom 2008
- Дата проведения: 14 июня 2008 года.
- Место проведения: Москва, СК «Олимпийский».
- Участники: Noize MC, Бумбокс, Brainstorm, Дельфин, Би-2, Ленни Кравиц.

Тринадцатый фестиваль. По сравнению с прошлым годом концепция не поменялась — небольшое количество участников и один хэдлайнер из дальнего зарубежья. Однако отзывы критиков оказались довольно прохладными. Причинами тому стали не слишком уверенные выступления как новичков фестиваля, так и заявленного хэдлайнера Ленни Кравица, а также отсутствие сюрпризов в программах постоянных гостей фестиваля.

## Maxidrom 2011
- Дата проведения: 28 мая 2011 года.
- Место проведения: Москва, Тушинский аэродром.
- Участники: Brainstorm, Адам Ламберт, Земфира, Travis, Korn, The Prodigy.

Четырнадцатый фестиваль. Возобновлённый после длительного перерыва, «Максидром» претерпел кардинальные изменения. Впервые за всю историю большинство участников составили актуальные западные рок-музыканты. Впервые же фестиваль проходил под открытым небом. Однако организация, по мнению обозревателей, оставляла желать лучшего. Например, возле торговых палаток с едой и алкоголем возникли длинные очереди. Но основное недовольство вызвала работа правоохранительных органов, ограничивших доступ в фан-зону во время выступления главных гостей фестиваля The Prodigy и запретивших продолжение концерта после 22 часов. Касательно программы мероприятия, негативно были встречены выступление Земфиры, омрачённое множественными техническими накладками, и речь представителя движения «Общероссийский народный фронт», предварившая выход The Prodigy.

## Maxidrom 2012
- Дата проведения: 10-11 июня 2012 года.
- Место проведения: Москва, Тушинский аэродром.
- Участники: Biting Elbows, -deTach-, Therapy?, Clawfinger, The Rasmus, Linkin Park (10 июня); Everything is made in China, She Wants Revenge, Noel Gallagher's High Flying Birds, Everlast, The Cure, Linkin Park (11 июня).

Пятнадцатый фестиваль. В первый и единственный раз «Максидром» проходил два дня подряд. Значительно расширились география участников и палитра стилей: в числе гостей оказались даже представители тяжёлой альтернативной сцены (Therapy? и Clawfinger) и живая легенда постпанка The Cure. Россия была представлена только группами современной инди-сцены. Организация фестиваля, по общему мнению, оказалась намного удачнее, чем в прошлом году, и даже проливной дождь не помешал выступлению The Cure — хэдлайнеров второго дня. Практически все выступления были встречены публикой «на ура».

## Maxidrom 2013
- Дата проведения: 12 июня 2013 года.
- Место проведения: Москва, Тушинский аэродром.
- Участники: Blast, Kopengagen, Therr Maitz, Simple Plan, HIM, 30 Seconds to Mars.

Шестнадцатый фестиваль. В 2013 году уменьшилось количество участников и несколько возросла доля отечественного инди-рока, а выступление хэдлайнеров 30 Seconds to Mars, по мнению обозревателя «Российской газеты», было ориентировано строго на молодёжную аудиторию. Тем не менее, «РГ» отмечает положительную реакцию публики на концертную программу.

## Maxidrom 2016
- Дата проведения: 19 июня 2016 года.
- Место проведения: Москва, Открытие Арена.
- Участники главной сцены: Leeroy Thornhill (экс-участник группы The Prodigy), IAMX, Вадим Самойлов (экс-Агата Кристи), Editors, Rammstein.
- Участники сцены «ВКонтакте»: Therr Maitz, Animal ДжаZ, Anacondaz, Каспий, Jukebox Trio, Рекорд Оркестр, PRAVADA, Операция Пластилин.
- Участники танцевальной сцены Dance Tent: Timo Maas, DR.SPY.DER, Race to Space, Leeroy Thornhill, Fonarev, DJ Oguretz, МИХАЙЛОВ ROCK OF AGES DJ, Kiriloff, Cosmonaut, Katty Q, DJ Alex Tsvetkov[26].

Семнадцатый фестиваль. Вернувшись после очередного длительного перерыва, «Максидром» перебазировался на «Открытие Арену» и превратился в мультиформатное городское мероприятие. На территории вокруг стадиона были устроены не только две дополнительные сцены, но и выставочные комплексы, спортивные и игровые площадки, зоны отдыха, торговые павильоны, фудкорты и т. п. При этом входной билет был необходим только для прохода на главную сцену, расположенную внутри стадиона.
Диджей Лирой Торнхилл, выступавший на главной сцене первым, заменил собой группу Crazy Town, которая 18 июня (накануне выступления на MAXIDROM) заявила о своём распаде. Впервые за долгое время участником «Максидрома» стал музыкант, считающийся грандом ещё советского рока, — Вадим Самойлов. Главным же событием стал выход Rammstein, сопровождающийся пиротехническим шоу.
Возвращение «Максидрома» было воспринято в прессе как долгожданное событие, однако обозреватели KM.RU отметили низкое качество звука во время некоторых выступлений.

### Комментарии
1. ↑  Участники перечисляются в хронологическом порядке, а если порядок выступлений неизвестен, то в алфавитном. Хронология выступлений 1998 и 2012 гг. может содержать неточности.